# Giải Viện Hàn lâm Nhật Bản (học tập)
Giải Viện hàn lâm Nhật Bản (日本学士院賞) là một giải thưởng hàng năm của Viện Hàn lâm Nhật Bản dành cho các thành tựu học thuật trong Khoa học, Kỹ thuật và Khoa học Nhân văn. Giải thưởng gồm một huy chương, một bằng chứng nhận (công trình) và một khoản tiền 1 triệu yen.

## Lễ trao giải
Lễ trao giải được tổ chức tại trụ sở Viện hàn lâm Nhật Bản ở Công viên Ueno, Tokyo.  Hoàng đế Nhật Bản thường tới dự Lễ trao giải này từ năm 1949, gồm 3 giải sau: 
- Giải Hoàng đế
- "Giải Viện hàn lâm Nhật Bản"
- Giải Công tước Edinburgh

## Các người đoạt giải
Đây là một danh sách chưa hoàn tất, và có thể sẽ không bao giờ thỏa mãn yêu cầu hoàn tất. Bạn có thể đóng góp bằng cách mở rộng nó bằng các thông tin đáng tin cậy.
- 2008 (lần thứ 98)
  - Keiji Morokuma
  - Takaya Hosoka
  - Fumio Ohtake
  - Yoshinori Fujiyoshi
  - Naomasa Nakai
  - Akira Hasegawa
  - Kanji Ohyama
  - Kenji Kangawa
  - Yoshiyuki Nagai
- 2007 (lần thứ 97)
  - Senzô Hidemura
  - Shizuo Akira
  - Masaaki Sugiyama
  - Asahiko Taira
  - Shinji Kawaji
  - Hisashi Yamamoto và Kohei Tamao
  - Yukio Hori và Koji Kato
  - Toshisuke Maruyama
  - Yasushi Miyashita
- 2006 (lần thứ 96)
  - Shuh Narumiya
  - Shinsaku Iwahara
  - Kotaro Suzumura
  - Noboru Mataga
  - Yoshinori Ohsumi
  - Atsuto Suzuki
  - Ken Sakamura
  - Koki Horikoshi
  - Toshio Wagai
- 2005 (lần thứ 95)
  - Tetsuya Shiokawa
  - Shuichiro Kimura
  - Yukihiko Kiyokawa
  - Takashi Nakamura
  - Hiroyuki Sakaki và Hideo Ohno
  - Hiroshi Kida
  - Yukihiko Kitamura
  - Masakatsu Shibasaki
- 2004 (lần thứ 94)
  - Naoya Katsumata
  - Hiroshi Takayanagi
  - Mitsuyasu Hasebe
  - Shinichi Mochzuki
  - Yasushi Watanabe
- 2003 (lần thứ 93)
  - Mitsuhiro Yanagida
  - Noboru Kawashima
  - Mari Nomura
  - Kenji Fukaya
  - Koichi Itoh, Hiizu Iwamura và Minoru Kinoshita
  - Yasutoshi Senoo
  - Yoshimi Okada
  - Hiroshi Okamoto
  - Makoto Endo
- 1996 (lần thứ 86)
  - Tasuku Honjo[1]
- 1993 (lần thứ 83)
  - Issei Tanaka
  - Yasuo Tanaka
  - Takashi Negishi
  - Akito Arima
  - Michio Jimbo
  - Takanori Okoshi
  - Toshiro Kinoshita
  - Hajime Yamamoto
  - Keiya Tada và Goro Kikuchi